# عین سفنی
عین سفنی (به عربی: عین سفني) یک منطقهٔ مسکونی در عراق است.